# Namna Kalan
Namna Kalan is een nagar panchayat (plaats) in het district Surguja van de Indiase staat Chhattisgarh. 

## Demografie
Volgens de Indiase volkstelling van 2001 wonen er 8.914 mensen in Namna Kalan, waarvan 52% mannelijk en 48% vrouwelijk is. De plaats heeft een alfabetiseringsgraad van 73%. 